# Reginaldo da Bologna
Reginaldo (o Raniero) da Bologna (Bologna, verso il 1200 – Roma, 1256) è stato un arcivescovo cattolico italiano, domenicano, arcivescovo di Armagh e primate di Irlanda dal 1247 alla morte.

## Biografia
Reginaldo fu uno dei primi seguaci di Domenico di Guzmán ed entrò nell'Ordine dei Domenicani nella chiesa di San Nicolò delle Vigne a Bologna, dove successivamente visse in una confraternita domenicana. Il nome con cui è comunemente conosciuto può indicare che era nato a Bologna o riflettere semplicemente il luogo della sua conversione e delle sue attività. Il suo insegnamento presso l'Università di Bologna ha influenzato Raimondo di Peñafort nella sua conversione alla mendicità nel 1222.
Nel 1221 fu uno dei dodici o tredici frati inviati in Inghilterra da san Domenico in uno dei suoi ultimi atti. Il loro lavoro doveva essere non solo da missionario, ma anche fondativo: erano incaricati di trovare case per i domenicani nelle isole britanniche, sotto il maestro provinciale Gilbert of Fresnay. Reginaldo non aveva alcun incarico ufficiale nelle isole britanniche, viaggiò molto nella gran parte del territorio inglese, mettendo poi piede in Irlanda.
Dopo aver trascorso alcuni anni in Gran Bretagna, tornò in Italia, dove entrò al servizio di papa Gregorio IX come penitenziario a Roma. Fu lui che ricevette la notizia in Europa della morte del maestro generale domenicano, Giordano di Sassonia, al largo della costa della Palestina, e la portò, con un altro penitenziario papale domenicano, Goffredo, a Parigi e probabilmente anche altrove nel 1237.
Nel 1247 papa Innocenzo IV nominò Reginaldo arcivescovo di Armagh e primate di Irlanda, forse a causa della sua conoscenza della lingua inglese, ma anche per esercitare un controllo sul potere di Enrico III d'Inghilterra sulla Chiesa irlandese. Due altri domenicani, David McKelly, arcivescovo di Cashel, e Alan O'Sullivan, vescovo di Cloyne, avevano già ricoperto incarichi in Irlanda e potrebbero aver influenzato la scelta di papa Innocenzo di nominare Reginaldo per sostituire Albert Suerbeer che aveva abdicato. Reginaldo non parlava l'irlandese.
Nel 1252 Reginaldo adempì alla sua quinquennale visita ad limina presso Innocenzo IV, ma fu trattenuto a Roma per un lungo periodo di tempo in controversie legali per conto della sua diocesi, casi che alla fine vinse. Non tornò mai più in Irlanda. Morì a Roma nel 1256; potrebbe essere stato malato per qualche tempo.

## Successione apostolica
La successione apostolica è:
- Vescovo Geoffrey Cusack (1253)